# Castillo Mokrice
El Castillo Mokrice (en esloveno: Grad Mokrice) es un castillo medieval al sureste de Brežice, en Eslovenia, situado en las colinas Gorjanci en el pueblo de Jesenice, cerca de la frontera con Croacia. Mencionado por primera vez en 1444, fue reconstruido en el siglo XVI y en 1941. Después de la Segunda Guerra Mundial se convirtió en un hotel con restaurantes y en 1988 un campo de golf fue construido en los jardines del castillo.